# أرنولد باكر
أرنولد باكر (بالهولندية: Arnold Bakker)‏ هو عالم نفس هولندي، ولد في 1964.

## وصلات خارجية
- الموقع الرسمي